# Eucharistický půst
Eucharistický půst je označení pro zásadu, uplatňovanou v katolické a pravoslavné církvi, podle níž se má vysluhující kněz i komunikanti po určitou dobu před přijímáním eucharistie (v současné římskokatolické církvi jednu hodinu) zdržet konzumace potravin. Eucharistický půst se nevztahuje na nemocné a jejich ošetřovatele a neruší ho čistá voda a léky. 

## Historie
Zásada eucharistického postu, jak upozorňuje už sv. Augustin, nevychází z Bible (naopak, k události, kterou eucharistie zpřítomňuje, došlo podle novozákonního podání těsně po večeři), ale z církevní tradice. Stanovená doba eucharistického postu a některá konkrétní ustanovení ohledně jeho podoby se v průběhu historického vývoje měnila. 
Přesné počátky této zvyklosti neznáme, je však jisté, že vznikla velmi brzy. O eucharistickém postu od počátku dne (není však jisté, zda je tím chápáno ráno, nebo předcházející půlnoc) hovoří jako o všeobecné zvyklosti církve již sv. Augustin (Ad Januarium, ch. 6), který píše, že by „svátost měla mít přednost před vším ostatním jídlem“. Autoritativně tuto praxi nařídila hipponská synoda (393) a třetí karáginská synoda (397). Podle rozhodnutí sedmé toledské synody (646) kněz, který poruší eucharistický půst, propadá exkomunikaci. 
Půst od předcházející půlnoci byl dodržován až do roku 1953, kdy ho Pius XII. v apoštolské konstituci Christus Dominus zkrátil na tři hodiny, zprvu pro kněze, kteří slouží několik mší denně, kteří slouží mši po cestě nebo vyčerpávající práci (ti by se však měli postit alespoň hodinu), pro věřící v misijních zemích, dělníky, matky, které pečují o rodinu apod., zkrátka pro ty, pro něž není možné účastnit se mše svaté v ranních hodinách, dříve než začnou pracovat. Účelem této změny bylo umožnit častější přijímání laiků. Po dobu eucharistického postu byla zcela zakázána konzumace alkoholických nápojů.
Tato úleva byla v motu proprio Sacram Communionem z 19. března 1957 rozšířena na všechny věřící, Pius XII. nicméně v závěru tohoto dokumentu doporučuje věřícím zůstat u staré formy postu (tj. od předcházející půlnoci): „Vroucně žádáme kněze i věřící, jsou-li toho schopni, aby dodržovali starou a ctihodnou formu eucharistického postu před mší a svatým přijímáním. Všichni, kdo využijí této úlevy, to musí vynahradit příkladným křesťanským životem a zvláště skutky kajícnosti a lásky.“
Papež Pavel VI. v dokumentu, publikovaném v Acta Apostolicae Sedis č. 57 21. listopadu 1965 zkrátil dobu eucharistického postu od tuhých pokrmů na jednu hodinu před přijímáním pro všechny (což platí dosud), povolil také požívání alkoholických nápojů "mírným způsobem" (což bylo později v CIC opět zakázáno).

## Současná praxe
Kánon 919 Kodexu kanonického práva (1983), tedy současná platná norma církevního práva v katolické církvi, stanoví eucharistický půst takto: „Kdo chce přijmout svátost Oltářní, ať se zdrží alespoň jednu hodinu před svatým přijímáním jakéhokoli pokrmu s výjimkou čisté vody a léků. Kněz, který slouží téhož dne dvě nebo tři mše svaté, může něco málo sníst před druhou nebo třetí mší svatou, i když mezi nimi neuplyne celá hodina. Věkem pokročilí a trpící nějakou nemocí, jakož i ti, kdo je ošetřují, mohou přijmout svaté přijímání, i když v předchozí hodině něco pojedli.“ Doporučení eucharistického postu od předcházející půlnoci však stále zůstává v platnosti. 
Věřící, kteří eucharistický půst nedodrželi, nesmí k eucharistii přistoupit, mohou však vykonat duchovní svaté přijímání, tedy sjednotit se s eucharistií v modlitbě, bez jejího fyzického přijetí. 
Dodržování eucharistického postu požaduje také Kodex kánonů východních církví, konkrétní rozhodnutí je však ponecháno na jednotlivých církvích (kánony 707 a 713). 
V pravoslaví se stále vyžaduje eucharistický půst od předcházející půlnoci, manželé se také noc před svatým přijímáním mají zdržet pohlavního styku.

## Důvody
Sv. Tomáš Akvinský (Summa theologiae, III q. 80 a. 8) uvádí s odvoláním na výše citovanou úvahu sv. Augustina, že eucharistický půst je ustanoven proto, aby svátost „vešla do úst člověka, dosud nedotčených nějakým pokrmem nebo nápojem. za druhé, pro význam, aby se totiž dalo rozuměti, že Kristus, jenž jest věcí této svátosti, a jeho láska mají první spočinouti v srdcích našich... Za třetí pro nebezpečí vrhnutí a nestřídmosti, které se někdy přiházejí z toho, že lidé nezřízeně užívají pokrmů.“ Ve smyslu druhého argumentu, „že tato svátost má vejíti dříve do úst křesťanových než jiné pokrmy“, požaduje půst od předcházející půlnoci. 
Sv. Tomáš Akvinský vztahuje eucharistický půst i na vodu, nápoje a léky, zdůrazňuje, že eucharistický půst se nevztahuje na nemocné, eucharistický půst však dle tohoto teologa neruší „zbytky jídla zůstávající v ústech, jestliže jsou náhodně spolknuty“. Protože „nenáleží menší uctivost této svátosti již přijaté než před přijetím“, doporučuje i postit se několik hodin po přijímání, uznává však, že to je při častějším přijímání obtížné zachovávat. 
Kromě úcty k eucharistii uvádí Pius XII. ve výše citované apoštolské konstituci Christus Dominus jako důvod také to, že „není-li tělo zatíženo jídlem, duše se snáze povznáší a je vroucnější touhou vedena k rozjímání o skrytém a nadpřirozeném Tajemství“.